# Moerassen van Kaw-Roura
De Moerassen van Kaw-Roura (Frans: Réserve naturelle nationale des marais de Kaw-Roura of Marais de Kaw-Roura) is een natuurreservaat in Frans-Guyana, Frankrijk. Het is een drasland en kan alleen per boot worden bereikt vanaf Kaw. Sinds 1993 is het gebied ook een Ramsargebied. De moerassen van Kaw-Roura zijn het grootste drasland van Frankrijk.

## Overzicht
De moerassen van Kaw-Roura bestaan uit moerassen, mangrovebossen, savannes en tropisch regenwoud. Het gebied beslaat 947 km2 en is sinds 14 maart 1998 beschermd. Het gebied wordt gevoed door de Kaw-rivier, de Approuague en de Angéliquekreek.
In de moerassen van Kaw-Roura komen meer dan de helft van de beschermde diersoorten van Frans-Guyana voor waaronder de zwarte kaaiman, de lamantijn, de reuzenotter, de jaguar, en de matamataschildpad. Het is een belangrijk broed- en overwinteringsgebied voor trekvogels, en 535 vogelsoorten zijn in het gebied geobserveerd.

## Galerij

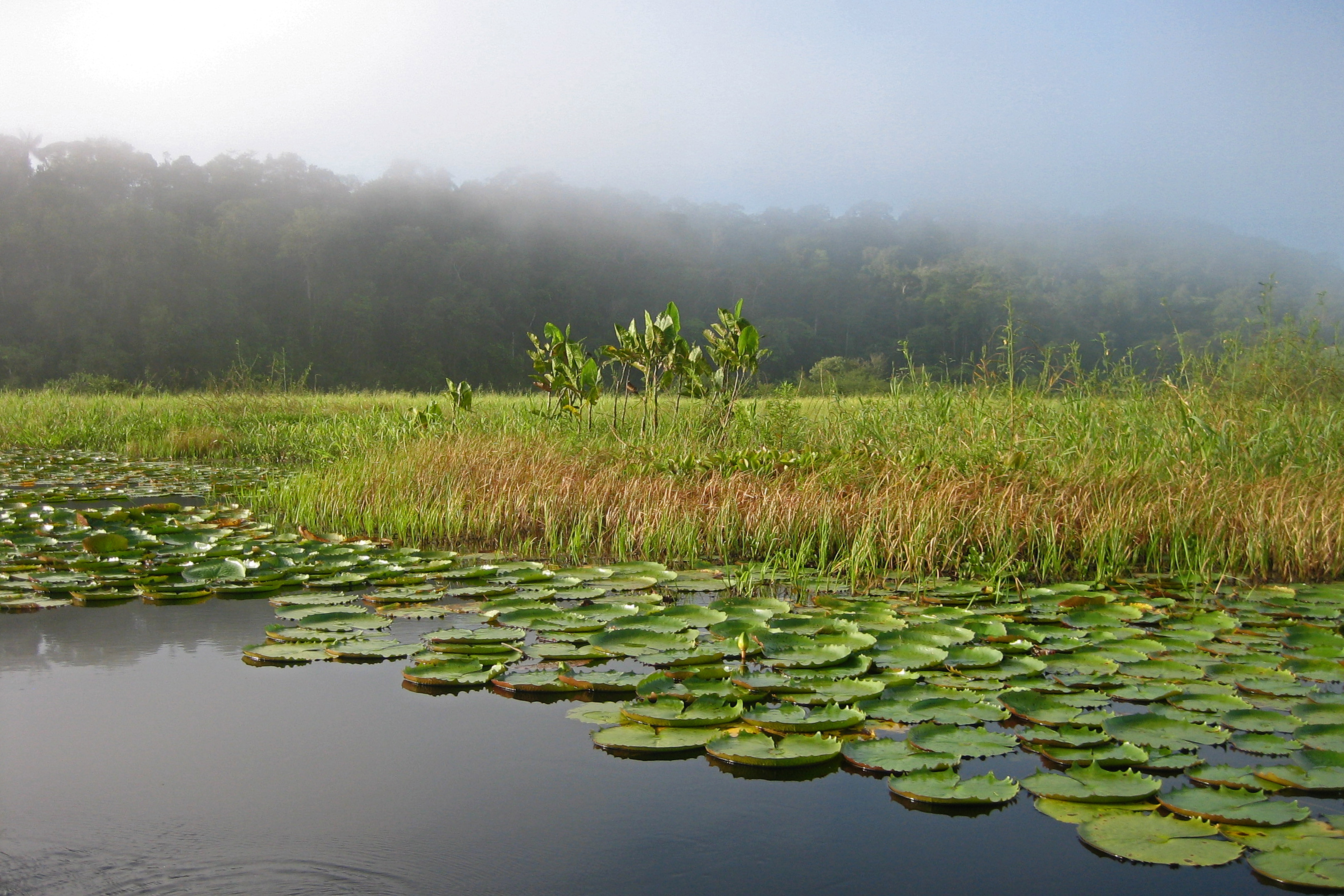
Moerassen van Kaw-Roura
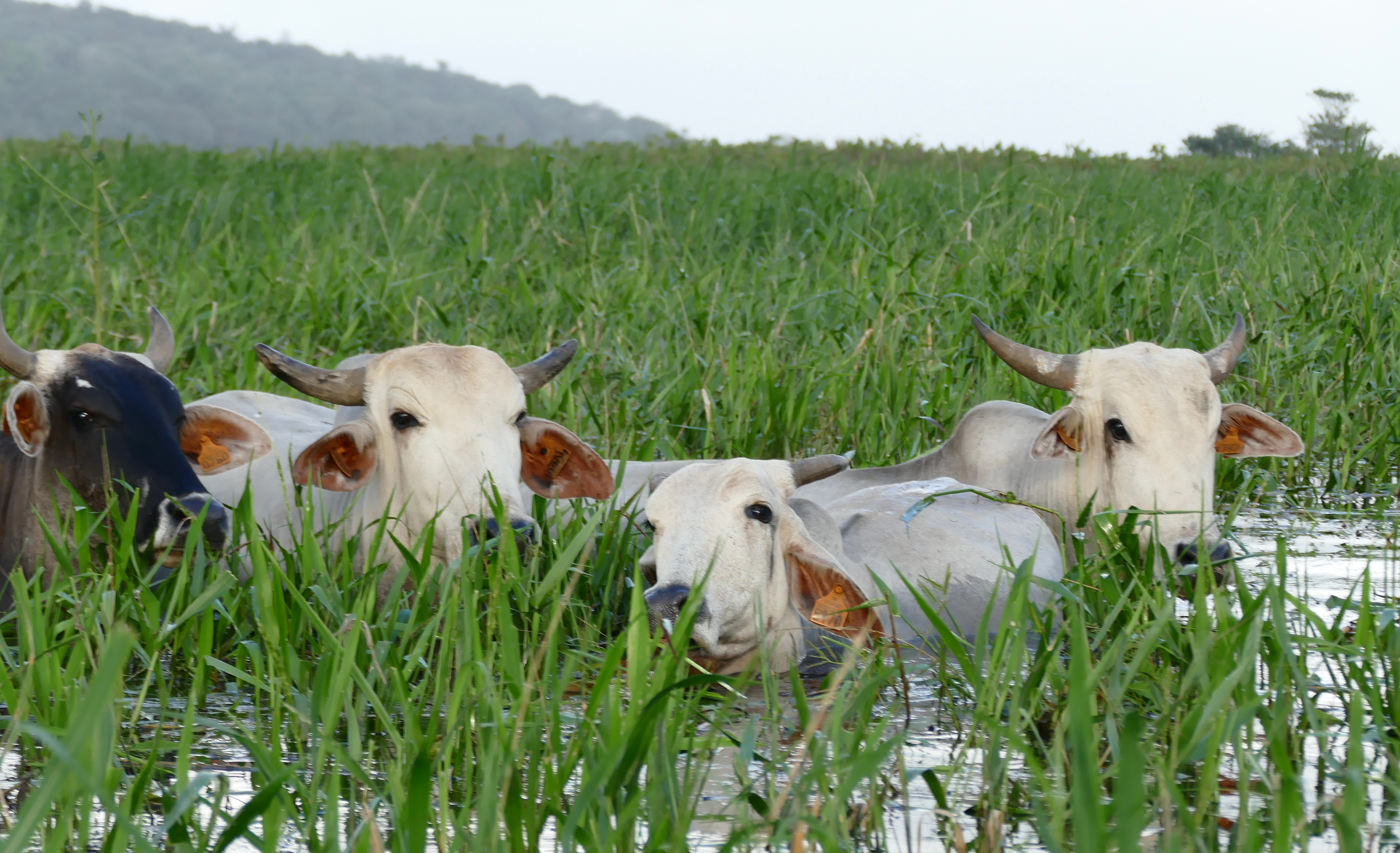
Brahmakoeien in de ondergelopen savanne
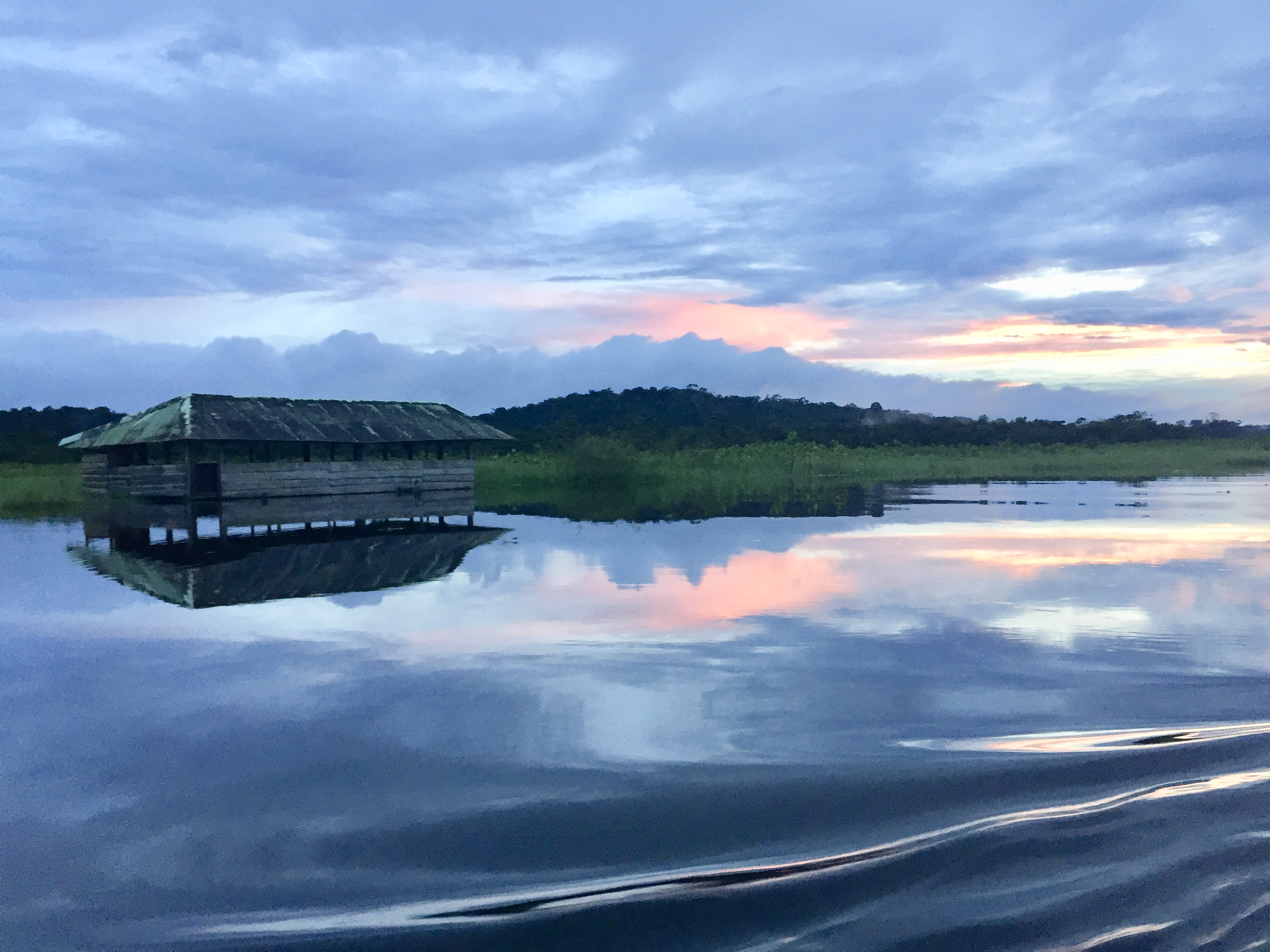
Bij het dorpje Kaw
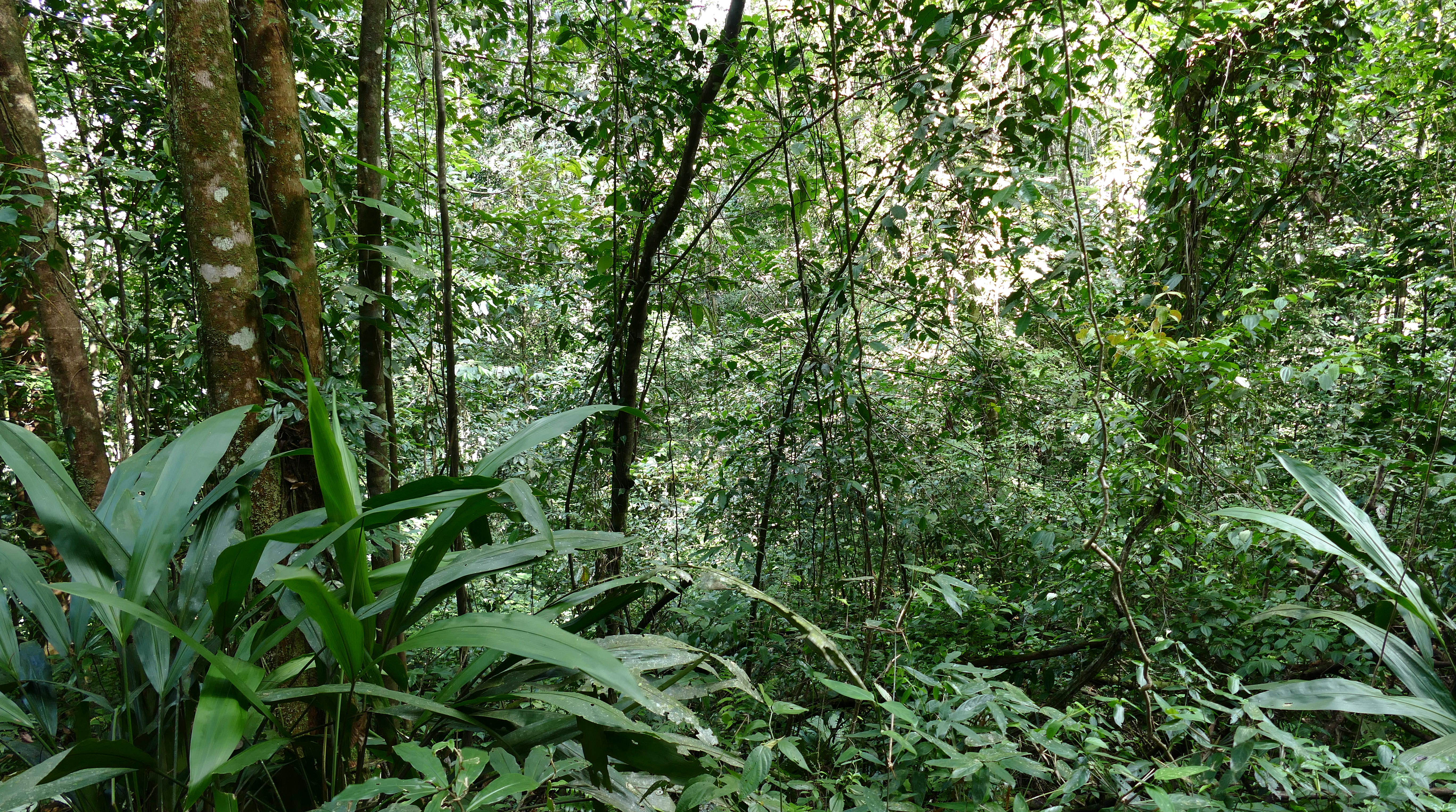
Tropisch regenwoud